# Batalla de Sulcos
La batalla de Sulcos va ser un enfrontament naval que va tenir lloc l'any 258 aC en el marc de la Primera Guerra Púnica davant de les costes de Sulcos (Sardenya).
Va ser una victòria romana, que va obtenir el cònsol Gai Sulpici Patèrcul. La flota cartaginesa va ser en gran part enfonsada, i la resta de naus van ser abandonades prop de la costa. La pèrdua de la batalla va propiciar la destitució del general cartaginès Hanníbal Giscó per incompetent. Segons algunes fonts, els seus propis homes el van crucificar.
Els romans van ser derrotats posteriorment per un tal Hannó a Sardenya i l'intent romà d'ocupar l'illa va fallir. La pèrdua de les naus va impedir als cartaginesos preparar grans operacions des de Sardenya contra els romans.